# Montana Magic
I Montana Magic sono stati una squadra di hockey su ghiaccio  con sede nella città di Billings, nello Stato del Montana. Nati nel 1983 hanno disputato l'ultima stagione della Central Hockey League fino al suo scioglimento nel 1984. Sono stati affiliati alla franchigia dei St. Louis Blues.

## Storia
Nel 1983 la franchigia dei Wichita Wind fu costretta a cambiare città e scelsero di trasferirsi a Billings; in seguito a un concorso popolare venne scelto il nome della nuova squadra, i Montana Magic. Per la stagione 1983-84 i Magic furono affiliati alla formazione NHL dei St. Louis Blues.
In quella che sarebbe stata l'ultima stagione nella storia della CHL giocarono solo cinque squadre e i Magic conclusero l'anno all'ultimo posto, fuori dai playoff. La squadra, penalizzata anche dalla posizione geografica, si sciolse dopo un solo anno.

### Affiliazioni
Nel corso della loro storia i Montana Magic sono stati affiliati alle seguenti franchigie della National Hockey League:
- St. Louis Blues: (1983-1984)

## Record stagione per stagione
| Stagione      | Division | Gare | V  | S  | P | Punti | GF  | GS  | Piazzamento | Play-off |
| ------------- | -------- | ---- | -- | -- | - | ----- | --- | --- | ----------- | -------- |
| Montana Magic |          |      |    |    |   |       |     |     |             |          |
| 1983-84       | CHL      | 76   | 20 | 52 | 4 | 44    | 276 | 381 | 5°          |          |

## Record della franchigia

### Carriera
Gol: 44  John Markell
Assist: 44  Stan Weir
Punti: 84  John Markell
Minuti di penalità: 147  Jim Pavese
Partite giocate: 76  Mike Forbes e Reggie Leach